# Dafeng
Dafeng är en satellitstad på häradsnivå som lyder under Yanchengs stad på prefekturnivå i Jiangsu-provinsen i östra Kina.
I Dafeng finns en nationalpark för den utrotningshotade arten Davidshjort.